# Wingfield (Wiltshire)
Wingfield – wieś w Anglii, w hrabstwie Wiltshire. Leży 42 km na północny zachód od miasta Salisbury i 150 km na zachód od Londynu.